# Augochlora azteca
Augochlora azteca är en biart som först beskrevs av Joseph Vachal 1911.  Augochlora azteca ingår i släktet Augochlora och familjen vägbin. Inga underarter finns listade.